# Roc de la Meda
El Roc de la Meda és una muntanya de 1.822,2 metres d'altitud del terme municipal d'Alins, a la comarca del Pallars Sobirà.
Està situat al nord-oest del poble de Tor i a ponent del Roc de Sant Pere, damunt i a la dreta, nord, del lloc on es forma la Noguera de Tor.